# Asoriculus
Genre
Asoriculus est un genre de musaraignes éteint auparavant connu sous le nom Nesiotites[réf. nécessaire].

## Liste des espèces
- Asoriculus corsicanus, Bate 1945, initialement attribuée à ce genre
- Nesiotites hidalgo Bate, 1945
- Nesiotites similis (Hensel, 1855)

## Honneur
Le 19 décembre 2023, l'astéroïde (241362) Nesiotites est nommé en l'honneur du genre Nesiotites.